# 諶姆
諶姆， 姓諶，字嬰，晉代女性道教人物。古稱以婦道教人的女教師為「姆」，故稱，亦稱「嬰姆」，不知其譜牒籍貫。《太上靈寶淨明宗教錄》載：諶曾居金陵丹陽郡黃堂，潛心修道。渾然忘卻年歲，童顔鶴髮，人皆敬她為神仙。
據說道教淨明派祖師許遜、吳猛闻其有道，远诣丹阳请授大道，谌母遂授二人孝道明王大法、铜符铁卷、金丹宝经，谌姆知二人皆在图籍，应为神仙，遂告诉二人玉皇元谱仙籍品秩，并令许逊授道于吴猛。《墉城集仙錄》稱諶母「密修道法，積數十年，人莫知也，其后吳猛、許遜自高陽（一版本为嵩阳）南遊，詣母，請傳所得之道，因盟而授之。孝道之法，遂行江表。」。许逊欲每年以礼拜谒谌母，谌母称不必，并取香茅一根南望掷之，随风飘去，谌母令许逊于所居之南数十里认茅落处立一祠，每岁秋一祀即可。语讫,忽有云龙之驾来迎,凌空而去。今新建丰城二县之界的黄堂观,即许逊立祠朝拜谌母之处，也是每年八月三日朝谒谌姆的场所。

一說蘭公傳教予諶姆，并通过諶姆授業予許遜。《太平广记》记载：“（兰公）所传孝道之秘法，别有宝经一帙，金丹一合，铜符铁券，得之者唯高明大使许真君焉”
关于谌母真实身份，有一观点认为，综合各类信息，谌母或为茅山宗第一代太师——魏华存，经过唐初的焚毁三皇经文，文字传承过程中出现了信息缺失的情况，胡慧超在整理民间传说时将“存母”写成了“谌母”。

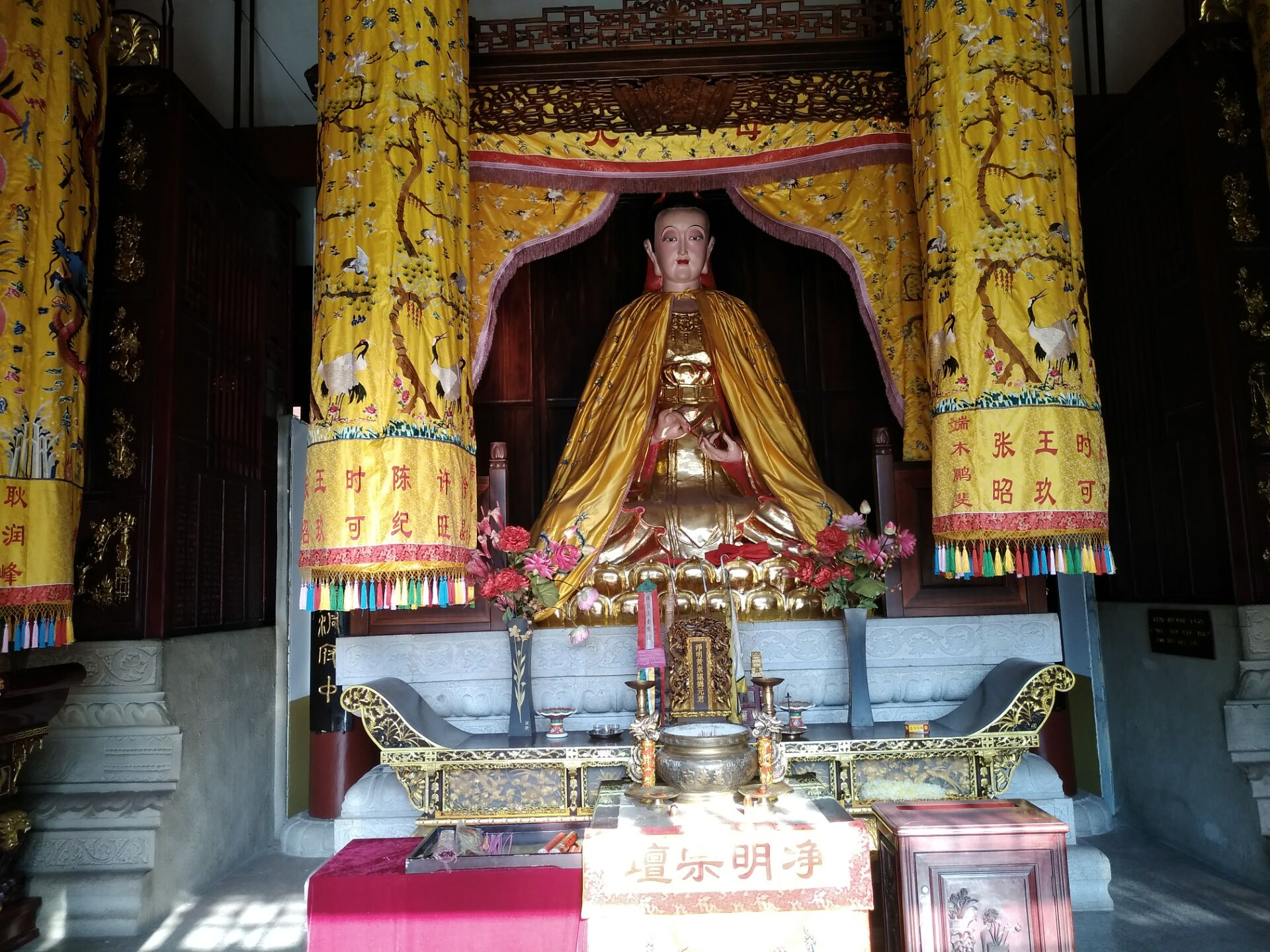
南昌象湖万寿宫谌母殿谌母像